# WTA Tour 2010
El Sony Ericsson WTA Tour 2010 és el circuit de tennis professional femení de l'any 2010 organitzat per la WTA. La temporada inclou un total de 57 tornejos dividits en Grand Slams (organitzats per la ITF), tornejos WTA Premier, tornejos WTA International, el Commonwealth Bank Tournament of Champions i el Sony Ericsson Championships. Els tornejos es disputen entre el 4 de gener i l'1 de novembre de 2009.

## Calendari
Taula amb el calendari complet dels tornejos que pertanyen a la temporada 2010 de la WTA Tour. També s'inclouen les vencedores i les finalistes dels quadres individuals i dobles de cada torneig.
| Grand Slam               |
| Year-end championships   |
| WTA Premier              |
| WTA International        |
| Esdeveniments per equips |

| Data d'inici   | Torneig                        | Superfície   | Guanyadora/es                                | Finalista/es                                       |
| -------------- | ------------------------------ | ------------ | -------------------------------------------- | -------------------------------------------------- |
| 4 de gener     | Copa Hopman                    | Dura         | Espanya                                      | Regne Unit                                         |
| 4 de gener     | Brisbane                       | Dura         | Kim Clijsters                                | Justine Henin                                      |
| 4 de gener     | Brisbane                       | Dura         | Andrea Hlaváčková / Lucie Hradecká           | Melinda Czink / Arantxa Parra                      |
| 4 de gener     | Auckland                       | Dura         | Yanina Wickmayer                             | Flavia Pennetta                                    |
| 4 de gener     | Auckland                       | Dura         | Cara Black / Liezel Huber                    | Natalie Grandin / Laura Granville                  |
| 11 de gener    | Sydney                         | Dura         | Ielena Deméntieva                            | Serena Williams                                    |
| 11 de gener    | Sydney                         | Dura         | Cara Black / Liezel Huber                    | Tathiana Garbin / Nàdia Petrova                    |
| 11 de gener    | Hobart                         | Dura         | Alona Bondarenko                             | Shahar Pe'er                                       |
| 11 de gener    | Hobart                         | Dura         | Chuang Chia-jung / Květa Peschke             | Chan Yung-jan / Monica Niculescu                   |
| 18 de gener    | Open d'Austràlia               | Dura         | Serena Williams                              | Justine Henin                                      |
| 18 de gener    | Open d'Austràlia               | Dura         | Serena Williams / Venus Williams             | Cara Black / Liezel Huber                          |
| 18 de gener    | Open d'Austràlia               | Dura         | Cara Black / Leander Paes                    | Iekaterina Makàrova / Jaroslav Levinsky            |
| 1 de febrer    | Copa Federació (Primera ronda) |              | Itàlia · Txèquia · Rússia · Estats Units     | Ucraïna · Alemanya · Sèrbia · França               |
| 8 de febrer    | París                          | Dura         | Ielena Deméntieva                            | Lucie Šafářová                                     |
| 8 de febrer    | París                          | Dura         | Iveta Benešová / Barbora Záhlavová-Strýcová  | Cara Black / Liezel Huber                          |
| 8 de febrer    | Pattaya                        | Dura         | Vera Zvonariova                              | Tamarine Tanasugarn                                |
| 8 de febrer    | Pattaya                        | Dura         | Marina Erakovic / Tamarine Tanasugarn        | Anna Txakvetadze / Ksenia Pervak                   |
| 15 de febrer   | Dubai                          | Dura         | Venus Williams                               | Viktória Azàrenka                                  |
| 15 de febrer   | Dubai                          | Dura         | Núria Llagostera / María José Martínez       | Květa Peschke / Katarina Srebotnik                 |
| 15 de febrer   | Memphis                        | Dura         | Maria Xaràpova                               | Sofia Arvidsson                                    |
| 15 de febrer   | Memphis                        | Dura         | Vania King / Michaëlla Krajicek              | Bethanie Mattek-Sands / Meghann Shaughnessy        |
| 15 de febrer   | Bogotà                         | Terra batuda | Mariana Duque Marino                         | Angelique Kerber                                   |
| 15 de febrer   | Bogotà                         | Terra batuda | Gisela Dulko / Edina Gallovits               | Olga Savchuk / Anastasiya Yakimova                 |
| 22 de febrer   | Acapulco                       | Terra batuda | Venus Williams                               | Polona Hercog                                      |
| 22 de febrer   | Acapulco                       | Terra batuda | Polona Hercog / Barbora Záhlavová-Strýcová   | Sara Errani / Roberta Vinci                        |
| 22 de febrer   | Kuala Lumpur                   | Dura         | Alissa Kleibànova                            | Ielena Deméntieva                                  |
| 22 de febrer   | Kuala Lumpur                   | Dura         | Chan Yung-jan / Zheng Jie                    | Anastassia Rodiónova / Arina Rodiónova             |
| 1 de març      | Monterrey                      | Dura         | Anastassia Pavliutxénkova                    | Daniela Hantuchová                                 |
| 1 de març      | Monterrey                      | Dura         | Iveta Benešová / Barbora Záhlavová-Strýcová  | Anna-Lena Grönefeld / Vania King                   |
| 8 de març      | Indian Wells                   | Dura         | Jelena Janković                              | Caroline Wozniacki                                 |
| 8 de març      | Indian Wells                   | Dura         | Květa Peschke / Katarina Srebotnik           | Nàdia Petrova / Samantha Stosur                    |
| 22 de març     | Miami                          | Dura         | Kim Clijsters                                | Venus Williams                                     |
| 22 de març     | Miami                          | Dura         | Gisela Dulko / Flavia Pennetta               | Nàdia Petrova / Samantha Stosur                    |
| 5 d'abril      | Ponte Vedra Beach              | Terra batuda | Caroline Wozniacki                           | Olga Govortsova                                    |
| 5 d'abril      | Ponte Vedra Beach              | Terra batuda | Bethanie Mattek-Sands / Yan Zi               | Chuang Chia-jung / Peng Shuai                      |
| 5 d'abril      | Marbella                       | Terra batuda | Flavia Pennetta                              | Carla Suárez Navarro                               |
| 5 d'abril      | Marbella                       | Terra batuda | Sara Errani / Roberta Vinci                  | Maria Kondratieva / Iaroslava Xvédova              |
| 12 d'abril     | Charleston                     | Terra batuda | Samantha Stosur                              | Vera Zvonariova                                    |
| 12 d'abril     | Charleston                     | Terra batuda | Liezel Huber / Nàdia Petrova                 | Vania King / Michaëlla Krajicek                    |
| 12 d'abril     | Barcelona                      | Terra batuda | Francesca Schiavone                          | Roberta Vinci                                      |
| 12 d'abril     | Barcelona                      | Terra batuda | Sara Errani / Roberta Vinci                  | Timea Bacsinszky / Tathiana Garbin                 |
| 24 d'abril     | Copa Federació (Semifinals)    |              | Itàlia · Estats Units                        | Txèquia · Rússia                                   |
| 26 d'abril     | Stuttgart                      | Terra batuda | Justine Henin                                | Samantha Stosur                                    |
| 26 d'abril     | Stuttgart                      | Terra batuda | Gisela Dulko / Flavia Pennetta               | Květa Peschke / Katarina Srebotnik                 |
| 26 d'abril     | Fes                            | Terra batuda | Iveta Benešová                               | Simona Halep                                       |
| 26 d'abril     | Fes                            | Terra batuda | Iveta Benešová / Anabel Medina               | Lucie Hradecká / Renata Voráčová                   |
| 3 de maig      | Roma                           | Terra batuda | María José Martínez                          | Jelena Janković                                    |
| 3 de maig      | Roma                           | Terra batuda | Gisela Dulko / Flavia Pennetta               | Núria Llagostera / María José Martínez             |
| 3 de maig      | Estoril                        | Terra batuda | Anastasija Sevastova                         | Arantxa Parra                                      |
| 3 de maig      | Estoril                        | Terra batuda | Sorana Cîrstea / Anabel Medina               | Vitalia Diatchenko / Aurélie Vedy                  |
| 10 de maig     | Madrid                         | Terra batuda | Aravane Rezaï                                | Venus Williams                                     |
| 10 de maig     | Madrid                         | Terra batuda | Serena Williams / Venus Williams             | Gisela Dulko / Flavia Pennetta                     |
| 17 de maig     | Varsòvia                       | Terra batuda | Alexandra Dulgheru                           | Zheng Jie                                          |
| 17 de maig     | Varsòvia                       | Terra batuda | Virginia Ruano Pascual / Meghann Shaughnessy | Cara Black / Yan Zi                                |
| 17 de maig     | Estrasburg                     | Terra batuda | Maria Xaràpova                               | Kristina Barrois                                   |
| 17 de maig     | Estrasburg                     | Terra batuda | Alizé Cornet / Vania King                    | Al·la Kudriàvtseva / Anastassia Rodiónova          |
| 24 de maig     | Roland Garros                  | Terra batuda | Francesca Schiavone                          | Samantha Stosur                                    |
| 24 de maig     | Roland Garros                  | Terra batuda | Serena Williams / Venus Williams             | Květa Peschke / Katarina Srebotnik                 |
| 24 de maig     | Roland Garros                  | Terra batuda | Katarina Srebotnik / Nenad Zimonjic          | Iaroslava Xvédova / Julian Knowle                  |
| 7 de juny      | Birmingham                     | Herba        | Li Na                                        | Maria Xaràpova                                     |
| 7 de juny      | Birmingham                     | Herba        | Cara Black / Lisa Raymond                    | Liezel Huber / Bethanie Mattek-Sands               |
| 14 de juny     | Eastbourne                     | Herba        | Iekaterina Makàrova                          | Viktória Azàrenka                                  |
| 14 de juny     | Eastbourne                     | Herba        | Lisa Raymond / Rennae Stubbs                 | Květa Peschke / Katarina Srebotnik                 |
| 14 de juny     | s-Hertogenbosch                | Herba        | Justine Henin                                | Andrea Petkovic                                    |
| 14 de juny     | s-Hertogenbosch                | Herba        | Al·la Kudriàvtseva / Anastassia Rodiónova    | Vania King / Iaroslava Xvédova                     |
| 21 de juny     | Wimbledon                      | Herba        | Serena Williams                              | Vera Zvonariova                                    |
| 21 de juny     | Wimbledon                      | Herba        | Vania King / Iaroslava Xvédova               | Ielena Vesninà / Vera Zvonariova                   |
| 21 de juny     | Wimbledon                      | Herba        | Leander Paes / Cara Black                    | Wesley Moodie / Lisa Raymond                       |
| 5 de juliol    | Budapest                       | Terra batuda | Ágnes Szávay                                 | Patty Schnyder                                     |
| 5 de juliol    | Budapest                       | Terra batuda | Timea Bacsinszky / Tathiana Garbin           | Sorana Cîrstea / Anabel Medina Garrigues           |
| 5 de juliol    | Bastad                         | Terra batuda | Aravane Rezaï                                | Gisela Dulko                                       |
| 5 de juliol    | Bastad                         | Terra batuda | Gisela Dulko / Flavia Pennetta               | Renata Voráčová / Barbora Záhlavová-Strýcová       |
| 12 de juliol   | Palerm                         | Terra batuda | Kaia Kanepi                                  | Flavia Pennetta                                    |
| 12 de juliol   | Palerm                         | Terra batuda | Alberta Brianti / Sara Errani                | Jill Craybas / Julia Görges                        |
| 12 de juliol   | Praga                          | Terra batuda | Ágnes Szávay                                 | Barbora Záhlavová-Strýcová                         |
| 12 de juliol   | Praga                          | Terra batuda | Timea Bacsinszky / Tathiana Garbin           | Monica Niculescu / Ágnes Szávay                    |
| 19 de juliol   | Portoroz                       | Dura         | Anna Txakvetadze                             | Johanna Larsson                                    |
| 19 de juliol   | Portoroz                       | Dura         | Maria Kondratieva / Vladimíra Uhlířová       | Anna Txakvetadze / Marina Erakovic                 |
| 19 de juliol   | Bad Gastein                    | Terra batuda | Julia Görges                                 | Timea Bacsinszky                                   |
| 19 de juliol   | Bad Gastein                    | Terra batuda | Lucie Hradecká / Anabel Medina Garrigues     | Timea Bacsinszky / Tathiana Garbin                 |
| 26 de juliol   | Stanford                       | Dura         | Viktória Azàrenka                            | Maria Xaràpova                                     |
| 26 de juliol   | Stanford                       | Dura         | Lindsay Davenport / Liezel Huber             | Chan Yung-jan / Zheng Jie                          |
| 26 de juliol   | Istanbul                       | Dura         | Anastassia Pavliutxénkova                    | Ielena Vesninà                                     |
| 26 de juliol   | Istanbul                       | Dura         | Eleni Daniïlidu / Jasmin Wöhr                | Maria Kondratieva / Vladimíra Uhlířová             |
| 2 d'agost      | San Diego                      | Dura         | Svetlana Kuznetsova                          | Agnieszka Radwańska                                |
| 2 d'agost      | San Diego                      | Dura         | Maria Kirilenko / Zheng Jie                  | Lisa Raymond / Rennae Stubbs                       |
| 2 d'agost      | Copenhaguen                    | Moqueta      | Caroline Wozniacki                           | Klára Zakopalová                                   |
| 2 d'agost      | Copenhaguen                    | Moqueta      | Julia Görges / Anna-Lena Grönefeld           | Vitalia Diatchenko / Tatsiana Putxak               |
| 9 d'agost      | Cincinnati                     | Dura         | Kim Clijsters                                | Maria Xaràpova                                     |
| 9 d'agost      | Cincinnati                     | Dura         | Viktória Azàrenka / Maria Kirilenko          | Lisa Raymond / Rennae Stubbs                       |
| 16 d'agost     | Mont-real                      | Dura         | Caroline Wozniacki                           | Vera Zvonariova                                    |
| 16 d'agost     | Mont-real                      | Dura         | Gisela Dulko / Flavia Pennetta               | Květa Peschke / Katarina Srebotnik                 |
| 23 d'agost     | New Haven                      | Dura         | Caroline Wozniacki                           | Nàdia Petrova                                      |
| 23 d'agost     | New Haven                      | Dura         | Květa Peschke / Katarina Srebotnik           | Bethanie Mattek-Sands / Meghann Shaughnessy        |
| 30 d'agost     | US Open                        | Dura         | Kim Clijsters                                | Vera Zvonariova                                    |
| 30 d'agost     | US Open                        | Dura         | Vania King / Iaroslava Xvédova               | Liezel Huber / Nàdia Petrova                       |
| 30 d'agost     | US Open                        | Dura         | Liezel Huber / Bob Bryan                     | Kveta Peschke / Aisam-Ul-Haq Qureshi               |
| 13 de setembre | Canton                         | Dura         | Jarmila Groth                                | Al·la Kudriàvtseva                                 |
| 13 de setembre | Canton                         | Dura         | Edina Gallovits / Sania Mirza                | Han Xinyun / Liu Wan-ting                          |
| 13 de setembre | Quebec                         | Moqueta      | Tamira Paszek                                | Bethanie Mattek-Sands                              |
| 13 de setembre | Quebec                         | Moqueta      | Sofia Arvidsson / Johanna Larsson            | Bethanie Mattek-Sands / Barbora Záhlavová-Strýcová |
| 20 de setembre | Seül                           | Dura         | Alissa Kleibànova                            | Klára Zakopalová                                   |
| 20 de setembre | Seül                           | Dura         | Julia Görges / Polona Hercog                 | Natalie Grandin / Vladimíra Uhlířová               |
| 20 de setembre | Taixkent                       | Dura         | Al·la Kudriàvtseva                           | Ielena Vesninà                                     |
| 20 de setembre | Taixkent                       | Dura         | Alexandra Panova / Tatsiana Putxak           | Alexandra Dulgheru / Magdaléna Rybáriková          |
| 27 de setembre | Pacífic                        | Dura         | Caroline Wozniacki                           | Ielena Deméntieva                                  |
| 27 de setembre | Pacífic                        | Dura         | Iveta Benešová / Barbora Záhlavová-Strýcová  | Shahar Pe'er / Peng Shuai                          |
| 4 d'octubre    | Pequín                         | Dura         | Caroline Wozniacki                           | Vera Zvonariova                                    |
| 4 d'octubre    | Pequín                         | Dura         | Chuang Chia-jung / Olga Govortsova           | Gisela Dulko / Flavia Pennetta                     |
| 11 d'octubre   | Linz                           | Dura         | Ana Ivanović                                 | Patty Schnyder                                     |
| 11 d'octubre   | Linz                           | Dura         | Renata Voráčová / B. Záhlavová-Strýcová      | Květa Peschke / Katarina Srebotnik                 |
| 11 d'octubre   | Osaka                          | Dura         | Tamarine Tanasugarn                          | Kimiko Date Krumm                                  |
| 11 d'octubre   | Osaka                          | Dura         | Chang Kai-chen / Lilia Osterloh              | Shuko Aoyama / Rika Fujiwara                       |
| 18 d'octubre   | Moscou                         | Dura         | Viktória Azàrenka                            | Maria Kirilenko                                    |
| 18 d'octubre   | Moscou                         | Dura         | Gisela Dulko / Flavia Pennetta               | Sara Errani / María José Martínez Sánchez          |
| 18 d'octubre   | Luxemburg                      | Dura         | Roberta Vinci                                | Julia Görges                                       |
| 18 d'octubre   | Luxemburg                      | Dura         | Timea Bacsinszky / Tathiana Garbin           | Iveta Benešová / Barbora Záhlavová-Strýcová        |
| 25 d'octubre   | Doha                           | Dura         | Kim Clijsters                                | Caroline Wozniacki                                 |
| 25 d'octubre   | Doha                           | Dura         | Gisela Dulko / Flavia Pennetta               | Květa Peschke / Katarina Srebotnik                 |
| 1 de novembre  | Bali                           | Dura         | Ana Ivanović                                 | Alissa Kleibànova                                  |
| 6 de novembre  | Copa Federació (Final)         |              | Itàlia                                       | Estats Units                                       |

## Estadístiques
La següent taula mostra el nombre de títols aconseguits de forma individual (I), dobles (D) i dobles mixtes (X) aconseguits per cada tennista i també per països durant la temporada 2010. Els tornejos estan classificats segons la seva categoria dins el calendari WTA Tour 2010: Grand Slams, Year-end championships, WTA Premier Tournaments i WTA International Tournaments. L'ordre de les jugadores s'ha establert a partir del nombre total de títols i després segons la quantitat de títols de cada categoria de tornejos.

### Títols per tennista
| Títols | Tennista                   | Grand Slams | Grand Slams | Grand Slams | Year-end championships | Year-end championships | Premier Tournaments | Premier Tournaments | International Tournaments | International Tournaments | Resum | Resum | Resum |
| Títols | Tennista                   | I           | D           | X           | I                      | D                      | I                   | D                   | I                         | D                         | I     | D     | X     |
| ------ | -------------------------- | ----------- | ----------- | ----------- | ---------------------- | ---------------------- | ------------------- | ------------------- | ------------------------- | ------------------------- | ----- | ----- | ----- |
| 8      | Flavia Pennetta            |             |             |             |                        | ●                      |                     | ●                   | ●                         | ●                         | 1     | 7     | 0     |
| 8      | Gisela Dulko               |             |             |             |                        | ●                      |                     | ●                   |                           | ●                         | 0     | 8     | 0     |
| 6      | Caroline Wozniacki         |             |             |             |                        |                        | ●                   |                     | ●                         |                           | 6     | 0     | 0     |
| 5      | Serena Williams            | ●           | ●           |             |                        |                        |                     | ●                   |                           |                           | 2     | 3     | 0     |
| 5      | Venus Williams             |             | ●           |             |                        |                        | ●                   | ●                   | ●                         |                           | 2     | 3     | 0     |
| 5      | Cara Black                 |             |             | ●           |                        |                        |                     | ●                   |                           | ●                         | 0     | 3     | 2     |
| 5      | Kim Clijsters              | ●           |             |             | ●                      |                        | ●                   |                     | ●                         |                           | 5     | 0     | 0     |
| 5      | Liezel Huber               |             |             | ●           |                        |                        |                     | ●                   |                           | ●                         | 0     | 4     | 1     |
| 5      | Iveta Benešová             |             |             |             |                        |                        |                     | ●                   | ●                         | ●                         | 1     | 4     | 0     |
| 5      | Barbora Záhlavová-Strýcová |             |             |             |                        |                        |                     | ●                   |                           | ●                         | 0     | 5     | 0     |
| 4      | Vania King                 |             | ●           |             |                        |                        |                     |                     |                           | ●                         | 0     | 4     | 0     |
| 3      | Katarina Srebotnik         |             |             | ●           |                        |                        |                     | ●                   |                           |                           | 0     | 2     | 1     |
| 3      | Viktória Azàrenka          |             |             |             |                        |                        | ●                   | ●                   |                           |                           | 2     | 1     | 0     |
| 3      | Květa Peschke              |             |             |             |                        |                        |                     | ●                   |                           | ●                         | 0     | 3     | 0     |
| 3      | Julia Görges               |             |             |             |                        |                        |                     |                     | ●                         | ●                         | 1     | 2     | 0     |
| 3      | Roberta Vinci              |             |             |             |                        |                        |                     |                     | ●                         | ●                         | 1     | 2     | 0     |
| 3      | Timea Bacsinszky           |             |             |             |                        |                        |                     |                     |                           | ●                         | 0     | 3     | 0     |
| 3      | Sara Errani                |             |             |             |                        |                        |                     |                     |                           | ●                         | 0     | 3     | 0     |
| 3      | Tathiana Garbin            |             |             |             |                        |                        |                     |                     |                           | ●                         | 0     | 3     | 0     |
| 3      | Anabel Medina Garrigues    |             |             |             |                        |                        |                     |                     |                           | ●                         | 0     | 3     | 0     |
| 2      | Iaroslava Xvédova          |             | ●           |             |                        |                        |                     |                     |                           |                           | 0     | 2     | 0     |
| 2      | Francesca Schiavone        | ●           |             |             |                        |                        |                     |                     | ●                         |                           | 2     | 0     | 0     |
| 2      | Ana Ivanović               |             |             |             | ●                      |                        |                     |                     | ●                         |                           | 2     | 0     | 0     |
| 2      | Ielena Deméntieva          |             |             |             |                        |                        | ●                   |                     |                           |                           | 2     | 0     | 0     |
| 2      | María José Martínez        |             |             |             |                        |                        | ●                   | ●                   |                           |                           | 1     | 1     | 0     |
| 2      | Justine Henin              |             |             |             |                        |                        | ●                   |                     | ●                         |                           | 2     | 0     | 0     |
| 2      | Aravane Rezaï              |             |             |             |                        |                        | ●                   |                     | ●                         |                           | 2     | 0     | 0     |
| 2      | Maria Kirilenko            |             |             |             |                        |                        |                     | ●                   |                           |                           | 0     | 2     | 0     |
| 2      | Chia-jung Chuang           |             |             |             |                        |                        |                     | ●                   |                           | ●                         | 0     | 2     | 0     |
| 2      | Lisa Raymond               |             |             |             |                        |                        |                     | ●                   |                           | ●                         | 0     | 2     | 0     |
| 2      | Jie Zheng                  |             |             |             |                        |                        |                     | ●                   |                           | ●                         | 0     | 2     | 0     |
| 2      | Alissa Kleibànova          |             |             |             |                        |                        |                     |                     | ●                         |                           | 2     | 0     | 0     |
| 2      | Anastassia Pavliutxénkova  |             |             |             |                        |                        |                     |                     | ●                         |                           | 2     | 0     | 0     |
| 2      | Ágnes Szávay               |             |             |             |                        |                        |                     |                     | ●                         |                           | 2     | 0     | 0     |
| 2      | Maria Xaràpova             |             |             |             |                        |                        |                     |                     | ●                         |                           | 2     | 0     | 0     |
| 2      | Tamarine Tanasugarn        |             |             |             |                        |                        |                     |                     | ●                         | ●                         | 1     | 1     | 0     |
| 2      | Edina Gallovits            |             |             |             |                        |                        |                     |                     |                           | ●                         | 0     | 2     | 0     |
| 2      | Polona Hercog              |             |             |             |                        |                        |                     |                     |                           | ●                         | 0     | 2     | 0     |
| 2      | Lucie Hradecká             |             |             |             |                        |                        |                     |                     |                           | ●                         | 0     | 2     | 0     |
| 1      | Alexandra Dulgheru         |             |             |             |                        |                        | ●                   |                     |                           |                           | 1     | 0     | 0     |
| 1      | Jelena Janković            |             |             |             |                        |                        | ●                   |                     |                           |                           | 1     | 0     | 0     |
| 1      | Svetlana Kuznetsova        |             |             |             |                        |                        | ●                   |                     |                           |                           | 1     | 0     | 0     |
| 1      | Iekaterina Makàrova        |             |             |             |                        |                        | ●                   |                     |                           |                           | 1     | 0     | 0     |
| 1      | Samantha Stosur            |             |             |             |                        |                        | ●                   |                     |                           |                           | 1     | 0     | 0     |
| 1      | Lindsay Davenport          |             |             |             |                        |                        |                     | ●                   |                           |                           | 0     | 1     | 0     |
| 1      | Olga Govortsova            |             |             |             |                        |                        |                     | ●                   |                           |                           | 0     | 1     | 0     |
| 1      | Núria Llagostera Vives     |             |             |             |                        |                        |                     | ●                   |                           |                           | 0     | 1     | 0     |
| 1      | Nàdia Petrova              |             |             |             |                        |                        |                     | ●                   |                           |                           | 0     | 1     | 0     |
| 1      | Virginia Ruano Pascual     |             |             |             |                        |                        |                     | ●                   |                           |                           | 0     | 1     | 0     |
| 1      | Meghann Shaughnessy        |             |             |             |                        |                        |                     | ●                   |                           |                           | 0     | 1     | 0     |
| 1      | Rennae Stubbs              |             |             |             |                        |                        |                     | ●                   |                           |                           | 0     | 1     | 0     |
| 1      | Alona Bondarenko           |             |             |             |                        |                        |                     |                     | ●                         |                           | 1     | 0     | 0     |
| 1      | Anna Txakvetadze           |             |             |             |                        |                        |                     |                     | ●                         |                           | 1     | 0     | 0     |
| 1      | Mariana Duque Marino       |             |             |             |                        |                        |                     |                     | ●                         |                           | 1     | 0     | 0     |
| 1      | Jarmila Groth              |             |             |             |                        |                        |                     |                     | ●                         |                           | 1     | 0     | 0     |
| 1      | Kaia Kanepi                |             |             |             |                        |                        |                     |                     | ●                         |                           | 1     | 0     | 0     |
| 1      | Al·la Kudriàvtseva         |             |             |             |                        |                        |                     |                     | ●                         |                           | 1     | 0     | 0     |
| 1      | Li Na                      |             |             |             |                        |                        |                     |                     | ●                         |                           | 1     | 0     | 0     |
| 1      | Tamira Paszek              |             |             |             |                        |                        |                     |                     | ●                         |                           | 1     | 0     | 0     |
| 1      | Anastasija Sevastova       |             |             |             |                        |                        |                     |                     | ●                         |                           | 1     | 0     | 0     |
| 1      | Yanina Wickmayer           |             |             |             |                        |                        |                     |                     | ●                         |                           | 1     | 0     | 0     |
| 1      | Vera Zvonariova            |             |             |             |                        |                        |                     |                     | ●                         |                           | 1     | 0     | 0     |
| 1      | Sofia Arvidsson            |             |             |             |                        |                        |                     |                     |                           | ●                         | 0     | 1     | 0     |
| 1      | Alberta Brianti            |             |             |             |                        |                        |                     |                     |                           | ●                         | 0     | 1     | 0     |
| 1      | Yung-jan Chan              |             |             |             |                        |                        |                     |                     |                           | ●                         | 0     | 1     | 0     |
| 1      | Kai-chen Chang             |             |             |             |                        |                        |                     |                     |                           | ●                         | 0     | 1     | 0     |
| 1      | Sorana Cîrstea             |             |             |             |                        |                        |                     |                     |                           | ●                         | 0     | 1     | 0     |
| 1      | Alizé Cornet               |             |             |             |                        |                        |                     |                     |                           | ●                         | 0     | 1     | 0     |
| 1      | Eleni Daniïlidu            |             |             |             |                        |                        |                     |                     |                           | ●                         | 0     | 1     | 0     |
| 1      | Marina Erakovic            |             |             |             |                        |                        |                     |                     |                           | ●                         | 0     | 1     | 0     |
| 1      | Anna-Lena Grönefeld        |             |             |             |                        |                        |                     |                     |                           | ●                         | 0     | 1     | 0     |
| 1      | Andrea Hlaváčková          |             |             |             |                        |                        |                     |                     |                           | ●                         | 0     | 1     | 0     |
| 1      | Maria Kondratieva          |             |             |             |                        |                        |                     |                     |                           | ●                         | 0     | 1     | 0     |
| 1      | Michaëlla Krajicek         |             |             |             |                        |                        |                     |                     |                           | ●                         | 0     | 1     | 0     |
| 1      | Al·la Kudriàvtseva         |             |             |             |                        |                        |                     |                     |                           | ●                         | 0     | 1     | 0     |
| 1      | Johanna Larsson            |             |             |             |                        |                        |                     |                     |                           | ●                         | 0     | 1     | 0     |
| 1      | Bethanie Mattek-Sands      |             |             |             |                        |                        |                     |                     |                           | ●                         | 0     | 1     | 0     |
| 1      | Sania Mirza                |             |             |             |                        |                        |                     |                     |                           | ●                         | 0     | 1     | 0     |
| 1      | Lilia Osterloh             |             |             |             |                        |                        |                     |                     |                           | ●                         | 0     | 1     | 0     |
| 1      | Alexandra Panova           |             |             |             |                        |                        |                     |                     |                           | ●                         | 0     | 1     | 0     |
| 1      | Tatsiana Putxak            |             |             |             |                        |                        |                     |                     |                           | ●                         | 0     | 1     | 0     |
| 1      | Anastassia Rodiónova       |             |             |             |                        |                        |                     |                     |                           | ●                         | 0     | 1     | 0     |
| 1      | Vladimíra Uhlířová         |             |             |             |                        |                        |                     |                     |                           | ●                         | 0     | 1     | 0     |
| 1      | Renata Voráčová            |             |             |             |                        |                        |                     |                     |                           | ●                         | 0     | 1     | 0     |
| 1      | Jasmin Wöhr                |             |             |             |                        |                        |                     |                     |                           | ●                         | 0     | 1     | 0     |
| 1      | Yan Zi                     |             |             |             |                        |                        |                     |                     |                           | ●                         | 0     | 1     | 0     |

### Títols per estat
| Títols | País                 | Grand Slams | Grand Slams | Grand Slams | Year-end championships | Year-end championships | Premier Tournaments | Premier Tournaments | International Tournaments | International Tournaments | Resum | Resum | Resum |
| Títols | País                 | I           | D           | X           | I                      | D                      | I                   | D                   | I                         | D                         | I     | D     | X     |
| ------ | -------------------- | ----------- | ----------- | ----------- | ---------------------- | ---------------------- | ------------------- | ------------------- | ------------------------- | ------------------------- | ----- | ----- | ----- |
| 21     | Estats Units         | 2           | 4           | 1           |                        |                        | 1                   | 6                   | 1                         | 6                         | 4     | 16    | 1     |
| 18     | Itàlia               | 1           |             |             |                        | 1                      |                     | 6                   | 3                         | 7                         | 4     | 14    | 0     |
| 18     | Rússia               |             |             |             |                        |                        | 4                   | 2                   | 9                         | 3                         | 13    | 5     | 0     |
| 13     | Txèquia              |             |             |             |                        |                        |                     | 4                   | 1                         | 8                         | 1     | 12    | 0     |
| 8      | Argentina            |             |             |             |                        | 1                      |                     | 5                   |                           | 2                         | 0     | 8     | 0     |
| 7      | Bèlgica              |             |             |             | 1                      |                        | 3                   |                     | 3                         |                           | 7     | 0     | 0     |
| 6      | Dinamarca            |             |             |             |                        |                        | 4                   |                     | 2                         |                           | 6     | 0     | 0     |
| 6      | Espanya              |             |             |             |                        |                        | 1                   | 2                   |                           | 3                         | 1     | 5     | 0     |
| 5      | Zimbàbue             |             |             | 2           |                        |                        |                     | 1                   |                           | 2                         | 0     | 3     | 2     |
| 5      | Eslovènia            |             |             | 1           |                        |                        |                     | 2                   |                           | 2                         | 0     | 4     | 1     |
| 5      | Belarús              |             |             |             |                        |                        | 2                   | 2                   |                           | 1                         | 2     | 3     | 0     |
| 4      | Austràlia            |             |             |             |                        |                        | 1                   | 1                   | 1                         | 1                         | 2     | 2     | 0     |
| 4      | Romania              |             |             |             |                        |                        | 1                   |                     |                           | 3                         | 1     | 3     | 0     |
| 4      | R.P. de la Xina      |             |             |             |                        |                        |                     | 1                   | 1                         | 2                         | 1     | 3     | 0     |
| 4      | República de la Xina |             |             |             |                        |                        |                     | 1                   |                           | 3                         | 0     | 4     | 0     |
| 4      | Alemanya             |             |             |             |                        |                        |                     |                     | 1                         | 3                         | 1     | 3     | 0     |
| 3      | Sèrbia               |             |             |             | 1                      |                        | 1                   |                     | 1                         |                           | 3     | 0     | 0     |
| 3      | França               |             |             |             |                        |                        | 1                   |                     | 1                         | 1                         | 2     | 1     | 0     |
| 3      | Suïssa               |             |             |             |                        |                        |                     |                     |                           | 3                         | 0     | 3     | 0     |
| 2      | Kazakhstan           |             | 2           |             |                        |                        |                     |                     |                           |                           | 0     | 2     | 0     |
| 2      | Hongria              |             |             |             |                        |                        |                     |                     | 2                         |                           | 2     | 0     | 0     |
| 2      | Tailàndia            |             |             |             |                        |                        |                     |                     | 1                         | 1                         | 1     | 1     | 0     |
| 1      | Àustria              |             |             |             |                        |                        |                     |                     | 1                         |                           | 1     | 0     | 0     |
| 1      | Colòmbia             |             |             |             |                        |                        |                     |                     | 1                         |                           | 1     | 0     | 0     |
| 1      | Estònia              |             |             |             |                        |                        |                     |                     | 1                         |                           | 1     | 0     | 0     |
| 1      | Letònia              |             |             |             |                        |                        |                     |                     | 1                         |                           | 1     | 0     | 0     |
| 1      | Ucraïna              |             |             |             |                        |                        |                     |                     | 1                         |                           | 1     | 0     | 0     |
| 1      | Grècia               |             |             |             |                        |                        |                     |                     |                           | 1                         | 0     | 1     | 0     |
| 1      | Índia                |             |             |             |                        |                        |                     |                     |                           | 1                         | 0     | 1     | 0     |
| 1      | Nova Zelanda         |             |             |             |                        |                        |                     |                     |                           | 1                         | 0     | 1     | 0     |
| 1      | Països Baixos        |             |             |             |                        |                        |                     |                     |                           | 1                         | 0     | 1     | 0     |
| 1      | Suècia               |             |             |             |                        |                        |                     |                     |                           | 1                         | 0     | 1     | 0     |

## Rànquings
Les següents taules indiquen els rànquings de la WTA amb les vint millors tennistes individuals, i les deu millors parelles de la temporada 2010.

### Individual
| Rànquing individual WTA 2009 | Rànquing individual WTA 2009 | Rànquing individual WTA 2009 |
| N.                           | Tennista                     | Punts                        |
| ---------------------------- | ---------------------------- | ---------------------------- |
| 1                            | Serena Williams              | 9075                         |
| 2                            | Dinara Safina                | 7800                         |
| 3                            | Svetlana Kuznetsova          | 6141                         |
| 4                            | Caroline Wozniacki           | 5875                         |
| 5                            | Ielena Deméntieva            | 5585                         |
| 6                            | Venus Williams               | 5126                         |
| 7                            | Viktória Azàrenka            | 4820                         |
| 8                            | Jelena Jankovic              | 3965                         |
| 9                            | Vera Zvonariova              | 3560                         |
| 10                           | Agnieszka Radwanska          | 3450                         |
| 11                           | Marion Bartoli               | 3415                         |
| 12                           | Flavia Pennetta              | 3150                         |
| 13                           | Samantha Stosur              | 3045                         |
| 14                           | Maria Xaràpova               | 2820                         |
| 15                           | Li Na                        | 2541                         |
| 16                           | Yanina Wickmayer             | 2385                         |
| 17                           | Francesca Schiavone          | 2375                         |
| 18                           | Kim Clijsters                | 2340                         |
| 19                           | Virginie Razzano             | 2300                         |
| 20                           | Nàdia Petrova                | 2220                         |

| Rànquing individual WTA 2010 | Rànquing individual WTA 2010 | Rànquing individual WTA 2010 | Rànquing individual WTA 2010 | Rànquing individual WTA 2010 | Rànquing individual WTA 2010 |
| N.                           | Tennista                     | Punts                        | Torneigs                     | Anterior                     | Mov.                         |
| ---------------------------- | ---------------------------- | ---------------------------- | ---------------------------- | ---------------------------- | ---------------------------- |
| 1                            | Caroline Wozniacki           | 8035                         | 22                           | 4                            | 3                            |
| 2                            | Vera Zvonariova              | 6785                         | 19                           | 9                            | 7                            |
| 3                            | Kim Clijsters                | 6635                         | 14                           | 18                           | 11                           |
| 4                            | Serena Williams              | 5355                         | 13                           | 1                            | 3                            |
| 5                            | Venus Williams               | 4985                         | 15                           | 6                            | 1                            |
| 6                            | Samantha Stosur              | 4982                         | 19                           | 13                           | 7                            |
| 7                            | Francesca Schiavone          | 4935                         | 22                           | 17                           | 10                           |
| 8                            | Jelena Jankovic              | 4445                         | 21                           | 8                            | =                            |
| 9                            | Ielena Deméntieva            | 4335                         | 21                           | 5                            | 4                            |
| 10                           | Viktória Azàrenka            | 4235                         | 21                           | 7                            | 3                            |
| 11                           | Li Na                        | 3555                         | 21                           | 15                           | 4                            |
| 12                           | Justine Henin                | 3415                         | 11                           | —                            | Augment                      |
| 13                           | Shahar Pe'er                 | 3365                         | 21                           | 31                           | 18                           |
| 14                           | Agnieszka Radwanska          | 3000                         | 18                           | 10                           | 4                            |
| 15                           | Nàdia Petrova                | 2702                         | 20                           | 20                           | 5                            |
| 16                           | Marion Bartoli               | 2645                         | 21                           | 11                           | 5                            |
| 17                           | Ana Ivanovic                 | 2600                         | 20                           | 22                           | 5                            |
| 18                           | Maria Xaràpova               | 2591                         | 15                           | 14                           | 4                            |
| 19                           | Aravane Rezai                | 2575                         | 26                           | 26                           | 7                            |
| 20                           | Maria Kirilenko              | 2550                         | 23                           | 63                           | 43                           |

### Dobles
| Rànquing dobles WTA 2009 | Rànquing dobles WTA 2009    | Rànquing dobles WTA 2009 |
| N.                       | Tennistes                   | Punts                    |
| ------------------------ | --------------------------- | ------------------------ |
| 1                        | Cara Black                  | 8520                     |
| =                        | Liezel Huber                | 8520                     |
| 3                        | Serena Williams             | 7440                     |
| =                        | Venus Williams              | 7440                     |
| 5                        | Núria Llagostera Vives      | 6180                     |
| =                        | María José Martínez Sánchez | 6180                     |
| 7                        | Samantha Stosur             | 5610                     |
| =                        | Rennae Stubbs               | 5610                     |
| 9                        | Su-wei Hsieh                | 4730                     |
| 10                       | Virginia Ruano              | 4670                     |
| 11                       | Anabel Medina Garrigues     | 4600                     |
| 12                       | Shuai Peng                  | 4550                     |
| 13                       | Daniela Hantuchova          | 4180                     |
| 14                       | Alissa Kleibànova           | 4150                     |
| 15                       | Viktória Azàrenka           | 3801                     |
| 16                       | Nàdia Petrova               | 3735                     |
| 17                       | Bethanie Mattek-Sands       | 3620                     |
| 18                       | Lisa Raymond                | 3560                     |
| 19                       | Francesca Schiavone         | 3540                     |
| 20                       | Iekaterina Makàrova         | 3510                     |

| Rànquing dobles WTA 2010 | Rànquing dobles WTA 2010    | Rànquing dobles WTA 2010 | Rànquing dobles WTA 2010 | Rànquing dobles WTA 2010 | Rànquing dobles WTA 2010 |
| N.                       | Tennistes                   | Punts                    | Tornejos                 | Anterior                 | Mov.                     |
| ------------------------ | --------------------------- | ------------------------ | ------------------------ | ------------------------ | ------------------------ |
| 1                        | Gisela Dulko                | 8570                     | 22                       | −                        | Augment                  |
| 2                        | Flavia Pennetta             | 8570                     | 21                       | −                        | Augment                  |
| 3                        | Liezel Huber                | 7590                     | 24                       | 1                        | 2                        |
| 4                        | Vania King                  | 6920                     | 21                       | −                        | Augment                  |
| 5                        | Květa Peschke               | 6860                     | 20                       | −                        | Augment                  |
| 6                        | Katarina Srebotnik          | 6830                     | 18                       | −                        | Augment                  |
| 7                        | Iaroslava Xvédova           | 6240                     | 22                       | −                        | Augment                  |
| 8                        | Nàdia Petrova               | 5530                     | 17                       | 16                       | 8                        |
| 9                        | Lisa Raymond                | 5520                     | 20                       | 18                       | 9                        |
| 10                       | Rennae Stubbs               | 5520                     | 19                       | 7                        | 3                        |
| 11                       | Serena Williams             | 5500                     | 4                        | 3                        | 8                        |
| =                        | Venus Williams              | 5500                     | 4                        | 3                        | 8                        |
| 13                       | Cara Black                  | 5115                     | 20                       | 1                        | 12                       |
| 14                       | Maria Kirilenko             | 4425                     | 18                       | −                        | Augment                  |
| 15                       | María José Martínez Sánchez | 4400                     | 16                       | 5                        | 10                       |
| 16                       | Zheng Jie                   | 4105                     | 16                       | −                        | Augment                  |
| 17                       | Bethanie Mattek-Sands       | 4055                     | 18                       | 17                       | =                        |
| 18                       | Chan Yung-Jan               | 4030                     | 19                       | −                        | Augment                  |
| 19                       | Núria Llagostera Vives      | 3926                     | 14                       | 5                        | 14                       |
| 20                       | Barbora Záhlavová-Strýcová  | 3775                     | 24                       | −                        | Augment                  |